# Cmentarz Zasłużonych Wielkopolan

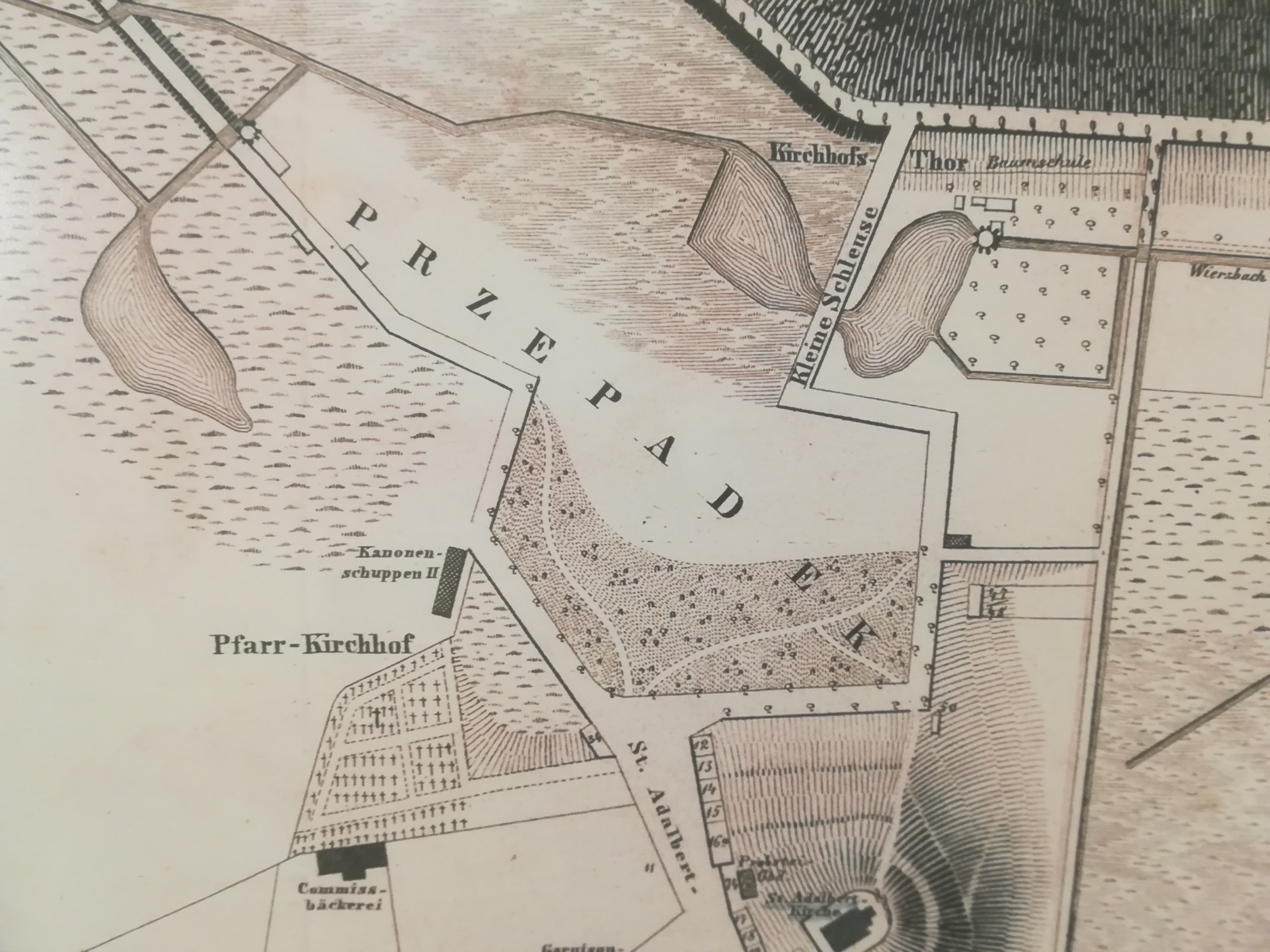
Cmentarz na mapie z 1856

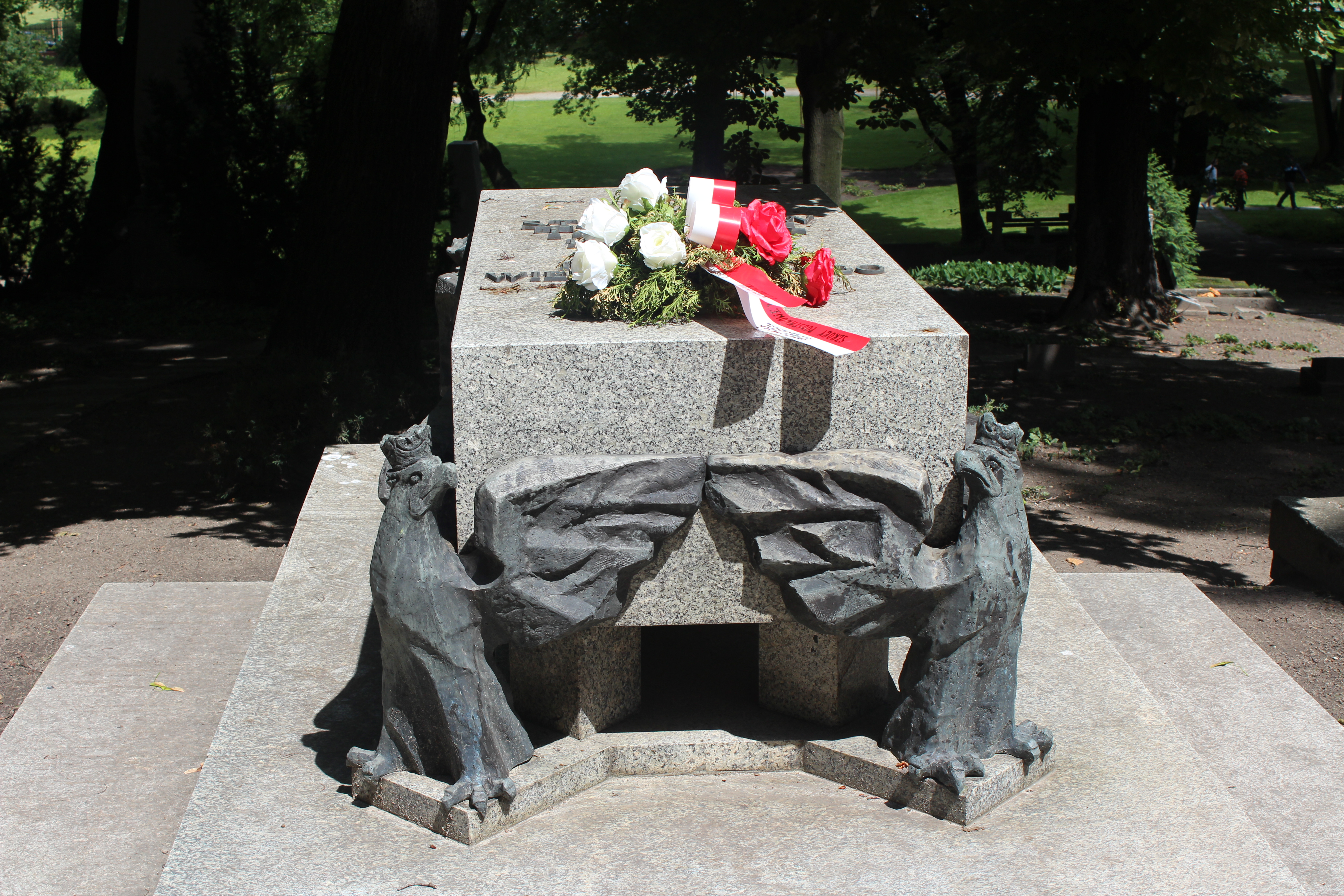
Nagrobek Gen Stanisława Taczaka

Cmentarz Zasłużonych Wielkopolan – nekropolia w Poznaniu, znajdująca się na Wzgórzu św. Wojciecha przy kościele św. Józefa i klasztorze karmelitów bosych.

## Historia
W 1804 rząd pruski zdecydował się na nową regulację przylegającego do centrum terenu w okolicy dzisiejszej ul. Wszystkich Świętych. Znajdował się tam między innymi cmentarz parafii farnej wraz z kaplicą (kościołem) Wszystkich Świętych, który miał zostać zlikwidowany. Prawdopodobnie już wówczas pruska Komisja Restauracyjna wybrała teren pod nową nekropolię, jednak według akt poznańskiego konsystorza biskupiego ostateczne położenie nowego cmentarza ustalono dopiero w 1808, gdy podpisano umowę między ówczesnym proboszczem fary, Marcinem Hantuschem, a poznańskim konwentem dominikanów, który przekazywał parafii w wieczystą dzierżawę dwie działki o łącznej powierzchni 5 mórg i 72 prętów. Na jednej z parceli znajdowały się dwa budynki gospodarskie (rozebrane w związku z nową funkcją terenu), sad oraz chmielnik. Z tym terenem graniczył istniejący tu od czasów reformacji cmentarz protestancki, który został zlikwidowany przez Prusaków w 1832 w związku z budową twierdzy. W tej samej umowie dominikanie zastrzegli sobie prawo do chowania na cmentarzu wszystkich zakonników i sług klasztornych.
Dobrym duchem cmentarza, przez wielu mu ówczesnych uważanym wręcz za jego założyciela był prowizor parafii farnej, Stanisław Kolanowski, który dzięki swojemu uporowi zorganizował nekropolię.
Nie jest pewne, kiedy dokonano tu pierwszego pochówku, jednak na najstarszym zachowanym nagrobku, należącym do Moniki ze Szczanieckich Wyssogota-Zakrzewskiej (żony Hijacenta Wyssogota-Zakrzewskiego 1760–1831) widnieje data 1813.
Nowy cmentarz przez kilka lat pozostawał nieotoczony żadnym płotem, i choć sam biskup Tymoteusz Gorzeński w 1819 polecił otoczyć groby murem, a w 1820 obietnicę pomocy w tej sprawie złożył Prezes Wielkiego Księstwa Poznańskiego, to spory pomiędzy parafią a urzędem miasta sprawiły, że ogrodzenie powstało dopiero w 1829.
W 1848 w obrębie cmentarza powstał tzw. Przysionek śmierci, zwany również domem dla pozornie zmarłych. Była to fundacja hr. Edwarda Raczyńskiego zrealizowana zgodnie z testamentem fundatora przez jego syna Rogera. Przysionek był swoistą kostnicą przeznaczona dla osób obawiających się pogrzebania żywcem, jego powstanie związane było z odkryciem podczas ekshumacji na Cmentarzu Winiarskim w 1828 szczątków osób rzekomo pogrzebanych za życia. Przysionek istniał do 1852, gdy zlikwidowano go ze względu na brak zainteresowania.
W końcu XIX wieku cmentarz się zapełnił i zaprzestano regularnych pochówków, wykorzystując sporadycznie jedynie grobowce rodzinne. W tym samym czasie funkcję cmentarza farnego przejęła nekropola położona na terenach dzisiejszych Międzynarodowych Targów Poznańskich (zlikwidowany przez władze okupacyjne w latach 1939–1944). Wówczas to cmentarz na Wzgórzu św. Wojciecha zaczęto nazywać starofarnym.
W sierpniu 1892 na cmentarz trafiła kolumna ze statuą Niepokalanego Poczęcia Najświętszej Marii Panny, stojąca wcześniej przed klasztorem reformatów na Śródce. Do naszych czasów zachował się dokument w aktach konsystorza opisujący powód przeniesienia:
Przed klasztorem W. oo. Reformatów przy ulicy idąc na Zawody egzystuje Wizerunek Matki Boskiej z kamienia ciosowego, wzniesiony na kolumnie z tegoż materiału. Kolumna ta w podstawie swej zaczyna się rujnować i łatwo upaść może, dlatego że nie masz funduszu na reperacje równie przez czas, jak i złych ludzi poczynionych szkód. Właśnie cmentarz parochialny Stej Maryi Magdaleny został do porządku przyprowadzony, ogrodzeniem opatrzony i upiększony. Front tego cmentarza dotyka do ulicy przedmieścia św. wojciechowskiego i brakuje jedynie do ozdoby zupełnej tegoż, statuy tak pięknej, jak jest wizerunek wymieniony. Zależeć tylko może od łaskawej autoryzacji Prześwietnego Konsystorza, by zezwolić raczył, aby Wizerunek Matki Boskiej wraz z podstawą na cmentarz Kościoła parafialnego został przyprowadzony. Prowizorowie podpisani uzyskali już ustne zapewnienie Księdza Gwardiana z Woźnik, iż ze swej strony przychyla się do uczynionych mu w tym względzie propozycji, a to tym więcej, że bez funduszu na utrzymanie statua ta runie i zniszczeniu podpaść musi.
W 1836, już po kasacie klasztoru dominikanów, parafia zawarła nową umowę z Komisją Budowy Twierdzy, na mocy której w zamian za 1 morgę i 10 prętów odstąpione państwu przejęła 2 morgi i 52 pręty w nieco innym miejscu. Wówczas to cmentarz przybrał dzisiejszy kształt przypominający trójkąt o powierzchni 18 333 m². Cmentarz graniczył od południa z klasztorem karmelitów i kościołem św. Józefa zamienionym wówczas na wojskowe magazyny, od północnego zachodu z fortyfikacjami, a po ich zniesieniu z dzisiejszą ul. Kościuszki, a od północnego wschodu z dzisiejszą ul. Księcia Józefa.
Jeszcze w okresie, gdy cmentarz stanowił jedynie parafialną nekropolę, pochowano tu wiele ważnych dla życia miasta i regionu obywateli, jednak z czasem, gdy zaprzestano regularnych pochówków, cmentarz zaczął popadać w ruinę. Z czasem stał się parkiem z zapadającymi się grobami.
Cmentarzem zainteresowano się w latach trzydziestych w związku z poszukiwaniem mogił działaczy niepodległościowych i powstańców. Wydział Kultury i Sztuki Zarządu Miejskiego odnalazł 24 groby takich osób i otoczył je opieką w 1936. Równocześnie rozpoczęto odnawiać pozostałe mogiły organizując tu uroczyste obchody dnia zadusznego. Prace konserwacyjne przerwał wybuch II wojny światowej.
Cmentarz znajdujący się w bezpośrednim sąsiedztwie Cytadeli poważnie ucierpiał podczas walk w 1945. Wówczas pochowano tu również część poległych żołnierzy. W 1948 postanowiono, że stary cmentarz stanie się miejscem spoczynku zasłużonych Wielkopolan. Duże zainteresowanie mieszkańców miasta i regionu sprawiło, że w 1958 powstała Społeczna Komisja Cmentarza Zasłużonych. W 1959 na cmentarz przeniesiono szczątki 79 osób z likwidowanego cmentarza parafii św. Marcina przy ul. Towarowej. W latach 1961–1963 otoczono nekropolę nowym ogrodzeniem, a w okresie 1967–1968 wytyczono nowe ścieżki, uporządkowano kolejne mogiły oraz dosadzono rośliny ozdobne w miejsce zniszczonych podczas wojny drzew. Pomimo że władzę nad nekropolą faktycznie sprawował Skarb Państwa, nominalnym właścicielem pozostawała parafia farna (wywłaszczona co prawda przez władze okupacyjne, jednak postanowienie to zostało unieważnione przez władze polskie). Aby uregulować tę sytuację i otworzyć możliwość dalszym pracom konserwacyjnym, rozpoczęto negocjacje między Skarbem Państwa a parafią. Zakończyły się one po 5 latach i 11 stycznia 1971 parafia przekazała nekropolę władzom świeckim. Mimo starań wielu osób cmentarz nadal był jednak celem ataków wandali, którzy często niweczyli prace konserwacyjne i renowacyjne. Dopiero w 1981 cmentarz uzyskał całodobowy nadzór, oświetlenie i nowe środki finansowe na odbudowę. Inicjatorem rewitalizacji był prof. Zbigniew Zakrzewski, wywierając w tym zakresie nacisk na prezydenta miasta – Andrzeja Wituskiego, który stał się gorącym orędownikiem zmian. Wybudowano m.in. pomieszczenie stróżówki, a artystom plastykom zlecono renowację najważniejszych nagrobków.

## Opis
Cmentarz ma bardzo urozmaiconą rzeźbę terenu. Zajmuje szczyt wzgórza, które opada w kierunku północno-wschodnim przechodząc następnie w nieckowatą polanę, która jest pozostałością po rozlewiskach Wierzbaku. Większość grobów znajduje się na szczycie i stokach wzniesienia, które porasta starodrzew. Lipy i kasztanowce sadził według Marcelego Mottego sam Stanisław Kolanowski. Pozornie pozbawiona nagrobków polana u podnóża wzniesienia stanowi w rzeczywistości masową mogiłę ofiar wielu epidemii cholery z lat 1831–1873.
Na cmentarzu znajdują się dwie rzeźby o wysokiej wartości. Jest to wspomniana już barokowa figura Matki Boskiej przeniesiona ze Śródki, którą w 1771 ufundował pan Kotlina, Ludwik Roszkowski. Druga to nagrobek wyrzeźbiony przez Władysława Marcinkowskiego w 1889 w Paryżu stojący na mogile zmarłej w wieku 20 lat Anieli z Liszkowskich Dembińskiej.
Cmentarz stanowi obecnie zabytek pozwalający podziwiać zmiany zachodzące w sztuce sepulkralnej XIX wieku.

## Cmentarz choleryczny
Pozornie pozbawiona nagrobków polana u podnóża wzniesienia stanowi w rzeczywistości wydzieloną część – dawny osobny cmentarz dla ofiar wielu epidemii cholery z lat 1831–1873. Pogrzeby ofiar epidemii odbywały się nocą i bez żadnej uroczystej oprawy, tak aby uniknąć paniki wśród ludności. Ciała posypywano wapnem, co miało stanowić zabezpieczenie przed rozprzestrzenianiem się cholery. Z tej samej przyczyny nie umieszczano tu żadnych nowych grobów.

## Lista znanych osób pochowanych na cmentarzu

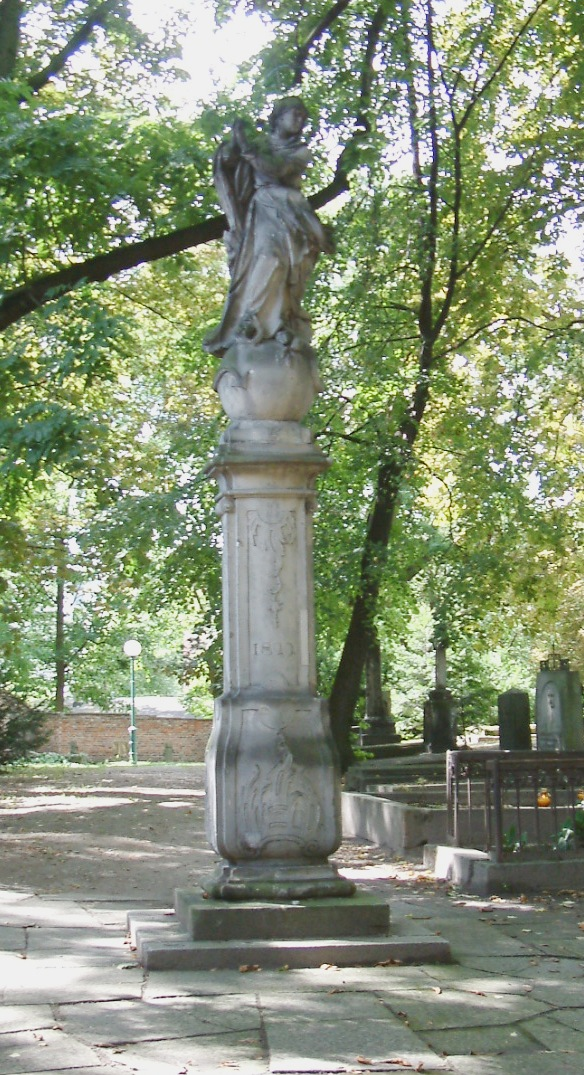
Barokowa kolumna i figura Matki Boskiej

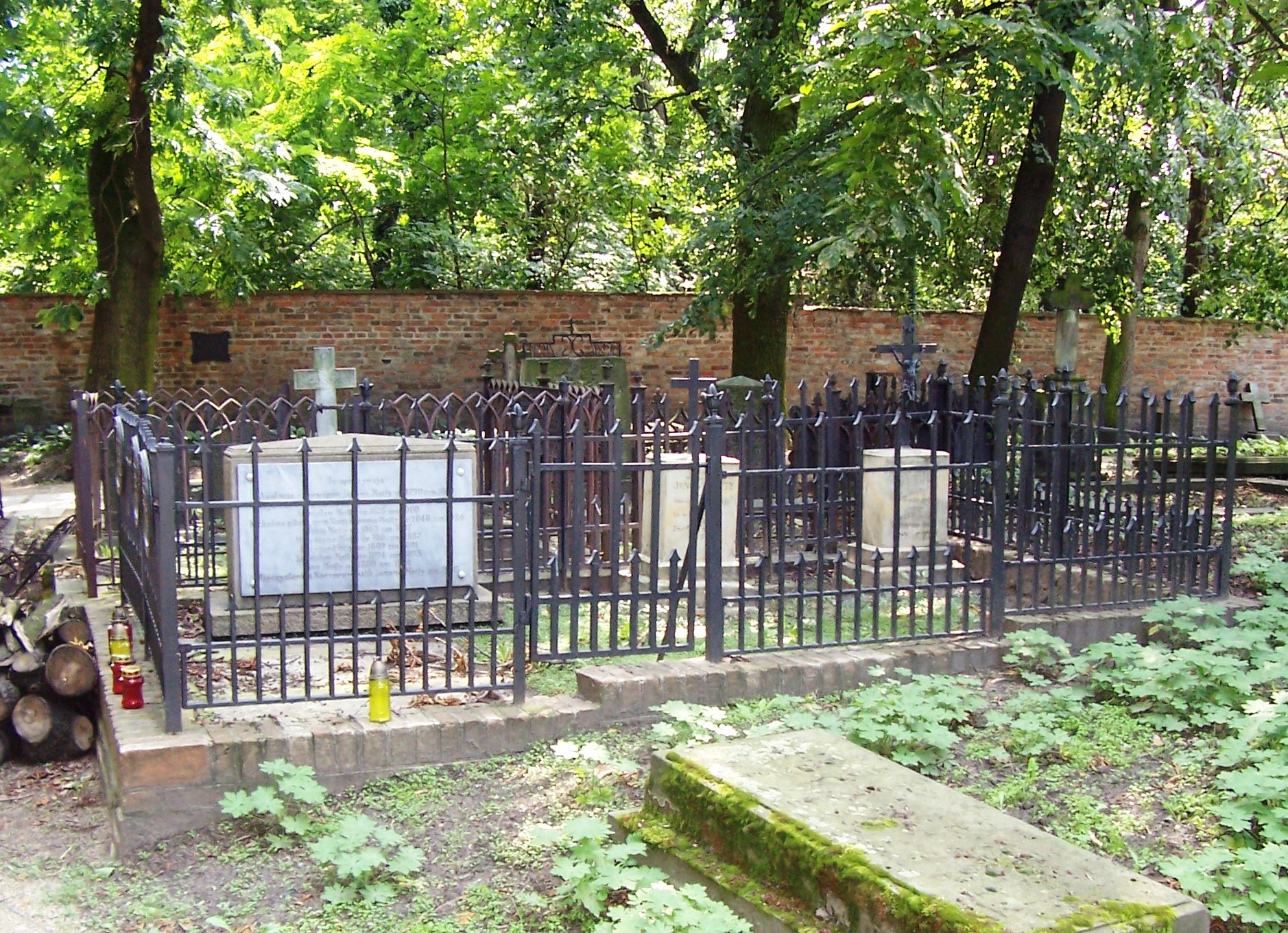
Kwatera Mottych

### Zidentyfikowane nagrobki
- Ojcowie i bracia karmelici bosi, żyjący w okresie 1618–1801 w pobliskim klasztorze św. Józefa, których kości były złożone w krypcie zakonnej, a wyrzucone stamtąd przez pruskich zaborców
- Zofia Asnyk z Kaczorowskich (1836–1876) – żona Adama Asnyka
- Stefan Barcikowski (1868–1912) – kupiec, drogerzysta, ziemianin
- Teofil Nepomucen Berwiński (1823–1865) – historyk, nauczyciel
- Antoni Brownsford (1826–1899) – rolnik, dziennikarz, publicysta
- Kazimierz Brownsford (1856–1925) – rolnik, dziennikarz, poseł na sejm, działacz oświatowy
- Maria Brownsford (1855–1924) – nauczycielka, działaczka oświatowa
- Antoni Bryliński (1844–1912) – kupiec, powstaniec styczniowy
- Antoni Bukowski (1812–1887) – działacz społeczny, powstaniec listopadowy i styczniowy
- Wincenty Bukowski (1800–1871) – rolnik, oficer podczas powstania listopadowego
- Przemysław Bystrzycki (1923–2004), pisarz, Cichociemny
- Edmund Callier (1833–1893) – oficer podczas powstania styczniowego, historyk, działacz społeczny, dziennikarz
- Oskar Callier (1846–1929) – filolog, nauczyciel
- Stefan Cegielski (1852–1921) – przemysłowiec, działacz społeczny, poseł
- Stanisław Chachamowicz (1863–1920) – naukowiec, lekarz, działacz społeczny
- Stefania Czajkowska ze Stolców (?–1936) – nauczycielka
- Piotr Dahlman (1810–1847) – poeta, dziennikarz, powstaniec listopadowy
- Anna Danysz (1848–1907) – nauczycielka
- Ignacy Danysz (1802–1855) – oficer podczas powstania listopadowego
- Franciszek Dobrowolski (1830–1896) – prawnik, dziennikarz, działacz społeczny i niepodległościowy
- Tomasz Drobnik (1858–1901) – chirurg, naukowiec, działacz społeczny
- Leon Drożyński (1881–1948) – dermatolog, społecznik
- Jarogniew Drwęski (1875–1921) – adwokat, społecznik, działacz kulturalny, prezydent Poznania
- Feliks Dziorobek (1819–1875) – przyrodnik, przemysłowiec, powstaniec 1848 roku
- Leon Dziorobek (1857–1899) – adwokat, działacz społeczny, poseł do Reichstagu
- Bolesław Erzepki (1852–1932) – filozof, filolog, historyk kultury, profesor Uniwersytetu Poznańskiego
- Antonina Estkowska (1825–1913) – nauczycielka, żona Ewarysta Estkowskiego
- Klemens Frasunkiewicz (1759–1837) – przeor klasztoru dominikanów w Poznaniu
- Włodzimierz Gedymin (1915–2012) – pułkownik pilot wojskowy i cywilny
- Paweł Gantkowski (1869–1938) – lekarz, społecznik, profesor Uniwersytetu Poznańskiego
- Ludwik Gąsiorowski (1807–1863) – lekarz, historyk medycyny, filantrop, społecznik powstaniec listopadowy i podczas Wiosny Ludów
- Józef Głębocki (1856–1903) – polityk, dziennikarz, działacz naukowy, członek Towarzystwa przyjaciół Nauk w Poznaniu
- Maksymilian Grecki (1841–1870) – muzyk, kompozytor
- Józef Hulewicz (1801–1869) – rolnik, powstaniec listopadowy
- Ludwik Jabłkowski (1802–1865) – oficer, powstaniec styczniowy i uczestnik Wiosny Ludów
- Antoni Józef Jagielski (1792–1865) – lekarz, społecznik
- Julian Janicki (1859–1943) – ksiądz, teolog, filolog, nauczyciel, działacz naukowy
- Józef Jankowski (1802–1868) – sędzia, powstaniec styczniowy
- Władysław Jażdżewski (1835–1895) – adwokat, archeolog
- Teofil Kaczorowski (1830–1889) – internista
- Klemens Piotr Kantecki (1851–1885) – literat, dziennikarz, historyk
- Maksymilian Kantecki (1857–1899) – filozof, dziennikarz, historyk
- Ludwik Kasiewicz (1840–1884) – powstaniec styczniowy
- Jakub Filip Kierzkowski (1771–1862) – uczestnik insurekcji kościuszkowskiej, wojen napoleońskich i powstania listopadowego
- Stanisław Knapowski (1853–1905) – drukarz, wydawca, dziennikarz, społecznik
- Raul Koczalski (1885–1948) – pianista, kompozytor
- Klemens Koehler (1840–1901) – laryngolog, historyk, archeolog, społecznik, powstaniec styczniowy
- Maksymilian Kolanowski (1815–1844) – filolog, nauczyciel
- Stanisław Kolanowski (1781–1856) – piwowar, społecznik, filantrop, współzałożyciel cmentarza
- Józef Kosiński (1784–1862) – kapitan, uczestnik wojen napoleońskich, kawaler Legii Honorowej
- Kasper Telesfor Kramarkiewicz (1800–1868) – prawnik, hotelarz, filantrop
- Eleonora Królikowska (1847–1918) – aktorka
- Kazimierz Królikowski (1845–1896) – aktor
- Teofil Krótki (1842–1888) – tokarz, powstaniec styczniowy
- Bolesław Krysiewicz (1862–1932) – pediatra, społecznik, działacz niepodległościowy
- Antoni Krzyżanowski (1808–1895) – cieśla, budowniczy społecznik, działacz niepodległościowy
- Antoni Leitgeber (1770–1844) – kowal, przedsiębiorca, społecznik
- Józef Napoleon Leitgeber (1809–1858) – kupiec, powstaniec listopadowy
- Mieczysław Leitgeber (1841–1893) – księgarz, wydawca, powstaniec styczniowy
- Józef Lekszycki (1818–1899) – archiwista, działacz naukowy, uczestnik Wiosny Ludów
- Walery Łebiński (1862–1915) – literat, dziennikarz, społecznik, działacz naukowy
- Władysław Łebiński (1840–1907) – działacz polityczny, społecznik, dziennikarz, powstaniec styczniowy
- Józef Łukaszewicz (1799–1873) – historyk, dziennikarz, bibliotekarz, wydawca, działacz naukowy
- Józef Marciniec (1853–1938) – ogrodnik, działacz społeczny
- Władysław Marcinkowski (1858–1947) – rzeźbiarz, działacz naukowy
- Teodor Teofil Matecki (1810–1886) – chirurg, społecznik, działacz naukowy, powstaniec styczniowy
- Stanisław Mikołajczyk (1901–1966) – premier RP
- Antoni Mizerski (1791–1864) – rolnik, uczestnik wojen napoleońskich
- Stefan Mizerski (1841–1898) – inżynier, powstaniec styczniowy
- Bibianna Moraczewska (1811–1887) – literatka, społeczniczka, działaczka niepodległościowa
- Jędrzej Moraczewski (1802–1855) – prawnik, historyk, społecznik, działacz niepodległościowy, uczestnik powstania listopadowego i Wiosny Ludów
- Jan Baptysta Motty (1790–1856) – przyrodnik, romanista, nauczyciel
- Jan Motty (1850–1924) – prawnik, sędzia, działacz niepodległościowy
- Marceli Motty (1818–1898) – nauczyciel, filolog, tłumacz, dziennikarz, pamiętnikarz, pisarz, społecznik
- Mieczysława Rogala z Koczorowskich Motty (1868–1945) – żona Jana Motty
- Stanisław Motty (1826–1900) – prawnik, polityk, uczestnik Wiosny Ludów
- Józef Okoniewski (1838–1921) – rolnik, powstaniec styczniowy
- Stefan Okoniewski (1836–1919) – leśniczy, powstaniec styczniowy
- Józef Paczoski (1864–1942) – botanik, profesor Uniwersytetu Poznańskiego
- Antoni Pfitzer (1826–1887) – cukiernik, kupiec, społecznik
- Antoni Popliński (1797–1868) – nauczyciel, autor podręczników, wydawca, dziennikarz
- Czesław Preiss (1895–1920) – powstaniec 1918–1919 roku, uczestnik wojny polsko-bolszewickiej
- Józef Preiss (1838–1878) – murarz, powstaniec styczniowy
- Teofil Preiss (1868–1929) – nauczyciel, społecznik, działacz gospodarczy
- Waleria Pufke (1852–1915) – nauczycielka, przedszkolanka
- Tadeusz Radoński (1804–1873) – rolnik, powstaniec listopadowy
- Jan Rakowicz (1851–1926) – inżynier, architekt, urbanista, pedagog, społecznik
- Feliks Rakowski (1824–1883) – uczestnik Wiosny Ludów i powstania styczniowego
- Cyryl Ratajski (1875–1942) – adwokat, polityk, prezydent Poznania
- Maria Rydlewska – nauczycielka, społeczniczka, działaczka niepodległościowa
- Celestyn Rydlewski (1875–1940) – lekarz, społecznik, polityk, uczestnik powstania wielkopolskiego 1918–1919 i III powstania śląskiego
- Franciszek Ryll (1878–1928) – aktor, reżyser, powstaniec wielkopolski 1918–1919 roku
- Jan Rymarkiewicz (1811–1889) – historyk, polonista, nauczyciel, powstaniec styczniowy
- Helena Rzepecka (1863–1916) – nauczycielka, dziennikarka, społeczniczka, działaczka narodowa
- Zofia Rzepecka (1872–1930) – nauczycielka, społeczniczka, działaczka niepodległościowa
- Kajetan Władysław Rzepecki (1800–1892) – powstaniec listopadowy, uczestnik Wiosny Ludów
- Ludwik Rzepecki (1832–1894) – nauczyciel, dziennikarz, uczestnik Wiosny Ludów
- Władysław Seyda (1863–1939) – polityk, prawnik
- Zygmunt Seyda (1876–1925) – polityk, prawnik
- Michał Sobeski (1877–1939) – filozof, estetyk, profesor Uniwersytetu Poznańskiego
- Zofia Sokolnicka (1878–1927) – działaczka oświatowa i narodowa
- Antoni Stychel (1859–1935) – społecznik, działacz polityczny, proboszcz parafii farnej
- Brunon Józef Szafarkiewicz (1822–1892) – przyrodnik, nauczyciel, przemysłowiec
- Hipolit Szczawiński herbu Prawdzic (1812–1893) – rolnik, powstaniec listopadowy, długoletni więzień stanu
- Ignacy Szczepanowski (1811–1869) – dziennikarz, powstaniec listopadowy
- Bolesław Szczurkiewicz (1875–1933) – aktor, dyrektor Teatru Polskiego w Poznaniu
- Maria „Nuna” Młodziejowska-Szczurkiewiczowa (1884–1958) – aktorka, reżyser, pedagog
- Józef Szmyt (1835–1907) – dziennikarz, powstaniec styczniowy
- Roman Szymański (1840–1908) – historyk, dziennikarz, działacz ludowy i niepodległościowy, powstaniec styczniowy
- Stanisław Taczak (1874–1960) – generał WP, pierwszy dowódca powstania wielkopolskiego 1918–1919
- Lech Trzeciakowski (1931–2017) – historyk, profesor nauk humanistycznych.
- Ignacy Warmiński (1850–1909) – ksiądz, historyk, profesor teologii
- Anastazja Warnka (1838–1922) – pedagog
- Leon Wegner (1824–1873) – prawnik, historyk, poseł do Reichstagu
- Ireneusz Wierzejewski (1881–1930) – ortopeda, profesor Uniwersytetu Poznańskiego, generał WP, powstaniec wielkopolski 1918–1919 roku, senator RP
- Wacław Wilczyński (1923–2008) – ekonomista, profesor Akademii Ekonomicznej
- Leon Wituski (1825–1900) – przyrodnik, matematyk, nauczyciel
- Tadeusz Wituski (1867–1934) – aptekarz, działacz naukowy
- Franciszek Wojasiak (1896–1924) – farmaceuta, działacz niepodległościowy
- Nikodem Wolniewicz (1857–1923) – siodlarz, społecznik
- Szymon Wroniecki (1754–1833) – przemysłowiec, prezydent Poznania
- Janina Zakrzewska (nauczyciel) (1873–1941) – nauczycielka, tłumaczka, społeczniczka
- Ksawery Franciszek Zakrzewski (1817–1876) – rolnik, uczestnik Wiosny Ludów
- Ksawery Faustyn Zakrzewski (1876–1915) – lekarz, społecznik, działacz niepodległościowy
- Zbigniew Zakrzewski (1912–1992) – ekonomista i prawnik, profesor, rektor i doktor h. c. Akademii Ekonomicznej, prezes PTPN, prezes Zarządu Oddziału PTE w Poznaniu, współzałożyciel i prezes KIK w Poznaniu, wiceprezes TMMP, pisarz, honorowy obywatel m. Poznania
- Józef Zeyland (1823–1891) – przemysłowiec, działacz społeczny i gospodarczy
- Roman Ziołecki (1852–1910) – budowniczy
- Jan Konstanty Żupański (1806–1884) – księgarz, wydawca, działacz oświatowy
- Teodor Żychliński (1836–1909) – heraldyk, dziennikarz, pamiętnikarz

### Osoby których nagrobków nie odnaleziono
- Andrzej Batkowski (zm. 1815) – wiceprezydent Poznania
- Antoni Błociszewski (zm. 1922) – powstaniec styczniowy
- Bronisław Błociszewski (zm. 1913) – powstaniec styczniowy
- Kajetan Chłapowski (zm. 1908) – uczestnik Wiosny Ludów
- Kazimierz Chrzanowski (zm. 1872) – powstaniec styczniowy
- Teodor Dembiński (zm. 1900) – działacz naukowy
- Antoni Freudenreich (zm. 1884) – lekarz, społecznik
- Jan Głębocki (zm. 1922) – działacz naukowy
- Franciszek Księżopolski (zm. 1922) – powstaniec styczniowy
- Stanisław Tadeusz Łazarkiewicz (zm. 1928) – lekarz, działacz naukowy
- Maksymilian Łukaszewicz (zm. 1893) – działacz naukowy
- Władysław Schmidt (zm. 1913) – historyk, działacz naukowy
- Władysław Stelmachowski (zm. ?) – powstaniec styczniowy
- Jan Tatzler (zm. 1831) – nadburmistrz Poznania
- Jan Niepomucen Waszyński (zm. 1922) – hellenista, podróżnik
- Władysław Wierzbiński (zm. 1888) – dziennikarz, działacz naukowy, poseł do Reichstagu
- Antoni Woykowski (zm. 1850) – dziennikarz
- Witold Franciszek Milewski (1817–1889) – działacz narodowy i oświatowy (poch. w grobowcu rodzinnym)

### Groby symboliczne
- „Wielkopolanom, którzy nie wrócili z gór” między innymi Juliusza Jerzego Preislera – nauczyciela akademickiego i społecznika oddanego młodzieży, którego grób znajduje się na Cmentarzu Junikowskim w Alei Zasłużonych oraz dr. Andrzeja Kostrzewy – lekarza i społecznika, którego grób znajduje się na cmentarzu na Podolanach.
- symboliczny grób Hipolita Cegielskiego, którego mogiły podczas likwidacji cmentarza świętomarcińskiego nie odnaleziono[5]